# Fiziološka raztopina
Fiziološka raztopina je 0,9 % raztopina natrijevega klorida v vodi. Njena osmolarnost ustreza osmolarnosti krvne plazme (okoli 300 mOsmol/L). Delež 0,9 % NaCl pomeni masno koncentacijo soli v vodi; β = m/V = 9 g / 1000 ml = 0,009 g/ml. Fiziološka raztopina je glede na plazmo izotonična, saj izkazuje enako osmolarnost in posledično enak osmotski tlak. Zato se fiziološka raztopina uporablja za intravenske injekcije; seveda mora biti za te namene sterilna. 
Zaradi izotoničnosti se sme fiziološka raztopina aplicirati v veno tudi skozi daljše časovno razdobje, ne da bi pri tem povzročala spremembe v prostornini krvnih celic. Zato se uporablja za nadomeščanje izgubljene vode, natrija in klora, na primer pri krvavitvah, dehidraciji ... Če bi bila raztopina hipertonična, bi po njeni aplikaciji v žilo voda zapustila krvne celice in le-te bi se skrčile in ne bi mogle nadalje opravljati fizioloških funkcij. Hipotonične raztopine (koncentracija NaCl je nižja od 0,9 %) pa povzročijo, da voda vdira v celice, zato krvne celice nabreknejo in se nato razpočijo.
Fiziološka raztopina se uporablja tudi pri izpiranju ran in telesnih votlin, za obkladke in pri čiščenju določenega torišča med operacijo.